# Garaga trifida
Garaga trifida är en insektsart som beskrevs av Asche 1988. Garaga trifida ingår i släktet Garaga och familjen sporrstritar. Inga underarter finns listade i Catalogue of Life.